# Thomas Joseph Lamy
Pour les articles homonymes, voir Lamy.
Thomas Joseph Lamy est un prêtre catholique, bibliste et orientaliste belge, professeur à l'Université catholique de Louvain, né à Ohey le 27 janvier 1827, mort à Louvain le 30 juillet 1907.

## Biographie
Fils d'agriculteurs, il fit ses études au petit séminaire de Floreffe, puis au grand séminaire de Namur. Il fut ordonné prêtre en 1853, puis entra au collège du Saint-Esprit, à Louvain, pour des études supérieures de théologie. Il y fut notamment élève de Ian Theodor Beelen, professeur d'Écriture Sainte et de langues orientales. Il s'orienta vers l'étude de la langue et de la littérature syriaques, plus particulièrement les écrits canoniques de Jacques d'Édesse contenus dans un manuscrit de la Bibliothèque impériale à Paris. Il soutint en 1859 une thèse intitulée De Syrorum fide et disciplina in re eucharistica. En 1858, il fut nommé professeur agrégé de la faculté de théologie, chargé des cours d'hébreu élémentaire et de syriaque. Il se vit ensuite confier le cours d'introduction à l'Écriture Sainte, et en 1875 succéda à Ian Theodor Beelen sur sa chaire d'Écriture Sainte et de langues orientales. Parmi ses principaux élèves, on peut citer Jacques Forget (qui lui succéda en 1900), Jean-Baptiste Abbeloos, Adolphe Hebbelynck (nl), Albin van Hoonacker (en), Jean-Baptiste Chabot, Henri Poels, Paulin Ladeuze, Honoré-Joseph Coppieters.
Ses travaux scientifiques ont porté principalement sur la littérature syriaque. Il a notamment édité, en collaboration avec Jean-Baptiste Abbeloos, le Chronicon Ecclesiasticum de Bar-Hebraeus (Louvain, 1872-77, 3 volumes), et ensuite, seul, les Hymnes et sermons d'Éphrem de Nisibe (Louvain, 1882-1902, 4 volumes). Ces éditions paraissent parfois, aujourd'hui, imparfaites matériellement et insuffisamment critiques, mais elles ont constitué, à l'époque, une exploration et un défrichage très utiles d'un champ mal connu. S'y ajoutent d'ailleurs de multiples études, soit en introduction des volumes d'édition, soit dans des revues.
Dans le domaine des études bibliques, il a publié en 1866 une Introductio in Scripturam Sacram, en deux volumes, qui fut rééditée six fois jusqu'en 1901. Il publia aussi des commentaires des livres du Pentateuque ; son commentaire de la Genèse, notamment, s'étend sur deux volumes de quelque quatre cents pages (Louvain, 1883-84). Il faut citer également son commentaire de l'Apocalypse en français (Louvain, 1893-94). Sa production, dans ce domaine, est marquée par un caractère traditionaliste, peu novateur, globalement étranger aux approches historico-critiques qui se développaient à l'époque dans l'étude des textes bibliques, même s'il était attentif aux découvertes en assyriologie et égyptologie.
On relève aussi, dans sa production, toute une série d'articles réagissant aux publications d'Ernest Renan, qui ont été rassemblés en un volume en 1963. Sa bibliographie jusqu'en 1905 comprend 158 titres. À sa mort, il travaillait à l'édition d'une version française de la Bible.